# エルンスト・シュターレンベルク
エルンスト・リュディガー・シュターレンベルク（Ernst Rüdiger Starhemberg、1899年5月10日 - 1956年3月15日）は、オーストリア第一共和国の政治家。副首相、内相、保安相、キリスト教社会党副党首、護国団指導者などを歴任した。1919年に爵位が廃止されるまでは、フュルストの爵位を持つ貴族だった。

## 生涯

### 青年期
1899年にオーバーエスターライヒ州エフェルディングの貴族エルンスト・フォン・シュターレンベルクとフランツィスカ・フォン・シュターレンベルクの息子として生まれ、第一次世界大戦ではイタリア戦線に従軍した。敗戦後の1920年にインスブルック大学経済学部に入学し、学生団体コープス・ラエティエ＝インスブルック・ツー・アウクスブルクに加入した。
1921年にドイツ義勇軍「オーバーラント」に参加し、アンナベルクで活動する。21歳の時に政治活動を始め、カトリックと保守主義を支持する立場から護国団に参加し、支部長に任命される。また、シュターレンベルクはベニート・ムッソリーニとファシスト党政権の信奉者でもあった。1920年代初頭にドイツを旅行し、政界進出を目指していたナチ党と接触した。アドルフ・ヒトラーは富裕層の支持を得るため貴族出身のシュターレンベルクを積極的に受け入れようとした。しかし、シュターレンベルクはミュンヘン一揆に参加したものの、一揆の失敗を見てナチ党に幻滅し、オーストリアに帰国した。

### 政治家

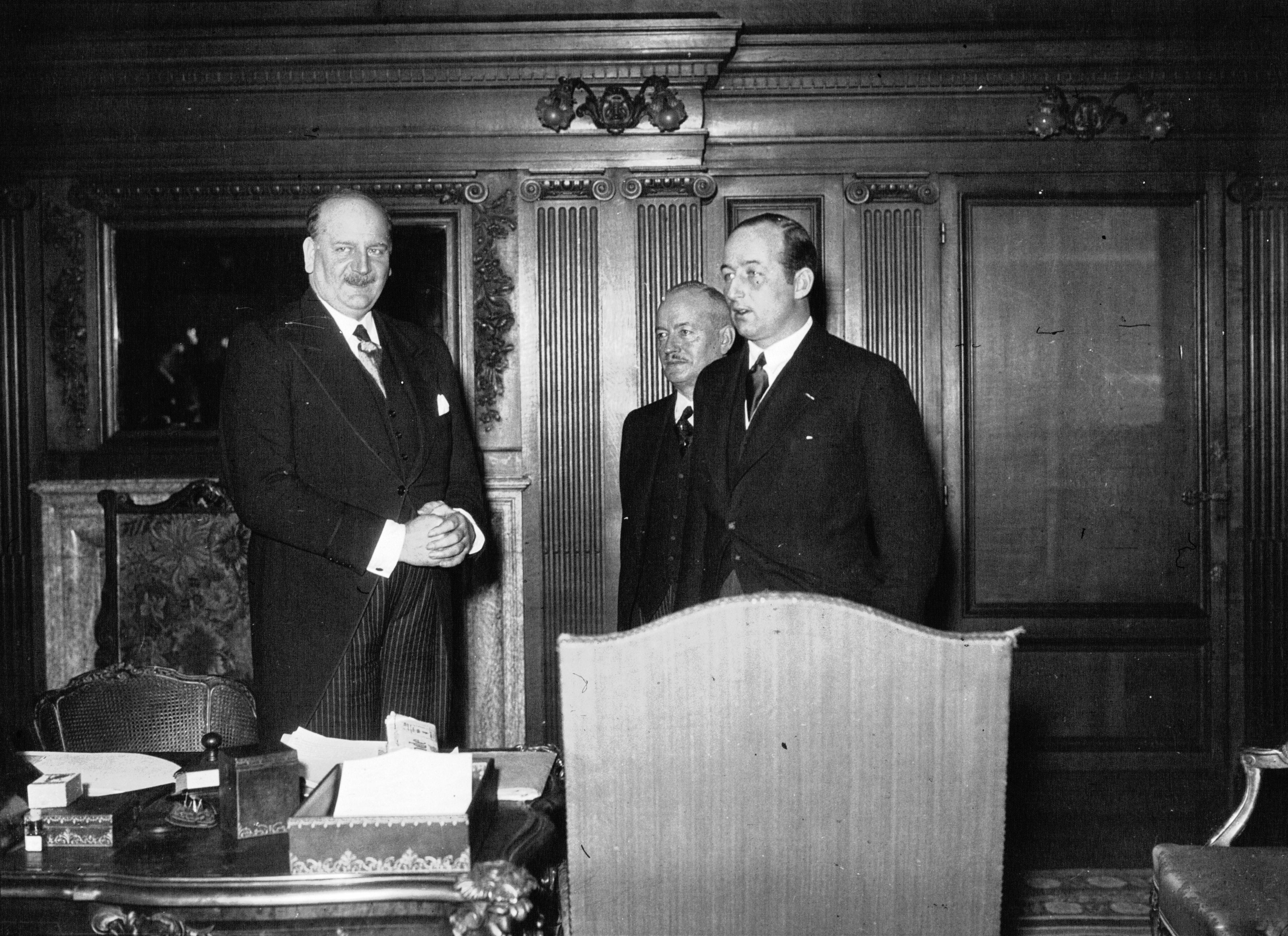
ピエール＝エティエンヌ・フランダンと会談するシュターレンベルク（1936年）

1930年、シュターレンベルクは護国団の組織を再編して全国指導者に就任し、政治活動を活発化させた。その結果、護国団はオーストリア政界において無視できない影響力を持つまでに勢力を拡大し、シュターレンベルクは同年9月に発足したキリスト教社会党のカール・ファウゴイン内閣に内務大臣として入閣した。護国団は国民議会選挙で8議席を獲得したが、対立するオーストリア社会民主党が議席を伸ばしたためファウゴン内閣が総辞職し、シュターレンベルクも内相を辞任した。その後、シュターレンベルクはキリスト教社会党に入党し、1931年に副党首に就任した。
1932年5月にエンゲルベルト・ドルフース内閣が発足すると、シュターレンベルクは右派勢力の結集を指示され、祖国戦線を結成して指導者に就任し、2月内乱を鎮圧するなどオーストロファシズムを支えた。この功績を認められ、1934年5月1日に副首相に任命された。7月25日に7月一揆が発生しドルフースが暗殺されると、シュターレンベルクは翌26日に首相代行に就任し、オーストリア・ナチスの弾圧を主導した。27日に行われたドルフースの追悼集会では、ボリシェヴィキに対する「ヨーロッパの防壁」を提唱し、同時にドルフースのオーストリア・ナチス弾圧を継承して国家社会主義への敵対姿勢を明確にした。シュターレンベルクは後継首相の地位を狙うが、大統領ヴィルヘルム・ミクラスに任命を拒否され、また、党内からも反対の声が相次いだ。このため、29日に教育大臣クルト・シュシュニックが後任の首相に就任するが、シュターレンベルクは副首相に留任した他、新たに保安大臣に任命された。この時点で、シュターレンベルクはオーストリア政界No2.の実力者となっていた。また、この頃にはハプスブルク帝国の復活も視野に入れていた。
シュシュニックはドルフースの路線を継承し、イタリア・イギリス・フランスの支援を得つつ、オーストリア・ナチスを取り締まりオーストリアの独立の維持に努めていた。しかし、ドイツ再軍備宣言により軍事力を増強するナチス・ドイツの脅威が増す中で、ドイツとの宥和を図ろうとするシュシュニックとシュターレンベルクは対立した。1936年3月にシュターレンベルクは祖国戦線指導者を罷免され、5月14日には副首相・保安相も罷免された。当時、シュターレンベルクの権威はフェニックス・スキャンダルによって失墜しており、シュシュニックにとっては政敵を追い出すのに好都合な状況だった。同年夏にシュシュニックはジェールでアルトゥル・ザイス＝インクヴァルトと会談し、オーストリア・ナチスの政治参加を許容することが合意され、10月には護国団が解散に追い込まれた。

### 晩年

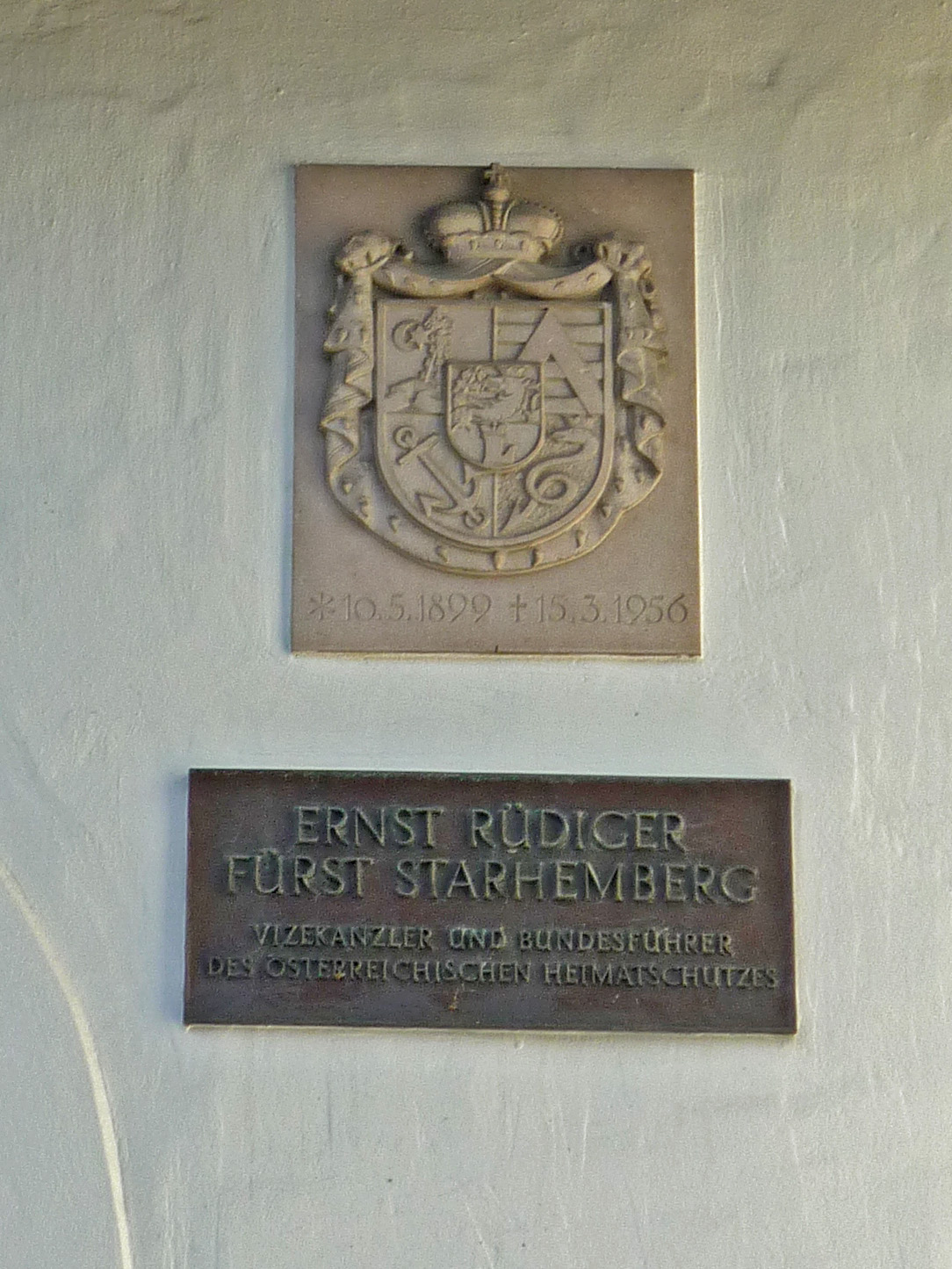
シュルンスにあるシュターレンベルクの記念プレート

1938年3月にアンシュルスが行われると、シュターレンベルクはスイスに亡命した。1939年にはヴァッハウに所有していたブドウ畑を売却した。第二次世界大戦が勃発すると、シュターレンベルクは自由フランス軍空軍・イギリス軍に参加した。しかし、連合国がソビエト連邦と連携することに反発し、1942年に除隊してアルゼンチンに移住した。
1947年にシュターレンベルクは弁護士ルートヴィヒ・ドレクスラーを通して、アンシュルス時代に没収された財産の返還を求めてオーストリア政府を提訴し、1951年12月にはドレクスラーが行政裁判所に出廷した。社民党・オーストリア共産党は返還に反対し、シュターレンベルクに財産の所有を証明することを求め、キリスト教社会党の後継政党であるオーストリア国民党は、この問題に直接関わることを避けつつも、「例外なく法律に基づき判断されるべき」と表明した。法廷闘争は最終的に1952年3月に決着し、財産はオーストリア政府が恒久的に管理することと定められたが、1954年7月1日に憲法裁判所によって違憲判決が下され、財産はシュターレンベルクに返還された。
1955年9月16日にリベルタドーラ革命が勃発し、ムッソリーニの信奉者だったフアン・ペロンが失脚した。これを受けて、シュターレンベルクは母国で最期を迎えることを望み、同年末にスイス経由でオーストリアに帰国してシュルンスで病気療養をしながら余生を過ごした。1956年3月15日、散歩中だったシュターレンベルクは、共産系新聞人々の声の記者ゲオルク・アウアーから無断撮影された。これに激怒したシュターレンベルクは杖でアウアーに殴りかかったが、その際に心臓発作を起こして急死した。

## 家族
1928年9月9日にマリー＝エリーザベト・ツー・ザルム＝ライファーシャイト＝ライツ（1908年3月1日-1984年4月10日）とウィーンで結婚したが、1937年11月27日に離婚している。彼女との間に子供はいなかったが、彼女の従妹マリア・エリーザベト・レオポルティーネ・ヒッポリュテー・ツー・ザルム＝ライファーシャイト＝ライツ（1931年-）を養女としている。
マリー＝エリーザベトと離婚した直後の1937年12月2日に、ユダヤ人女優のノラ・グレゴールと再婚している。ノラとの間には結婚前に息子ハインリヒ・リュディガー・グレゴール（1934年-1997年）をもうけた。

## 評価
護国団と対立した共和国防衛同盟の指導者ユリウス・ドイッチュは、シュターレンベルクについて「存在自体が邪悪な男。一定の公平性を持っていたが、衝動的で不条理な理由でそれを覆していた」と酷評している。また、シュターレンベルクの政治姿勢はイェルク・ハイダーに類似していると指摘されている。